# Zehdenick
Zehdenick è una città di 13 267 abitanti del Brandeburgo, in Germania.
Appartiene al circondario dell'Oberhavel.

## Storia
Il 31 dicembre 2001 vennero aggregati alla città di Zehdenick i comuni di Bergsdorf, Ribbeck e Vogelsang.
Dal 31 luglio 2013 la città si fregia del titolo di Havelstadt ("città della Havel").

## Società

### Evoluzione demografica
- Sviluppo della popolazione dal 1875 entro gli attuali confini (Linea Blu: Popolazione; Linea puntata: Confronto dello sviluppo della popolazione dello stato del Brandenburgo; Sfondo grigio: Ai tempi del governo nazista; Sfondo rosso: Al tempo del governo comunista)
- Sviluppo recente della popolazione (Linea blu) e previsioni

| Anno | Abitanti |
| ---- | -------- |
| 1875 | 10 598   |
| 1890 | 12 293   |
| 1910 | 17 117   |
| 1925 | 17 337   |
| 1933 | 18 363   |
| 1939 | 20 247   |
| 1946 | 22 257   |
| 1950 | 22 723   |
| 1964 | 19 215   |
| 1971 | 19 248   |
| 1981 | 17 469   |

| Anno | Abitanti |
| ---- | -------- |
| 1985 | 17 413   |
| 1989 | 17 249   |
| 1990 | 16 980   |
| 1991 | 16 749   |
| 1992 | 16 545   |
| 1993 | 16 321   |
| 1994 | 16 243   |
| 1995 | 16 077   |
| 1996 | 15 981   |
| 1997 | 15 752   |

| Anno | Abitanti |
| ---- | -------- |
| 1998 | 15 733   |
| 1999 | 15 594   |
| 2000 | 15 443   |
| 2001 | 15 206   |
| 2002 | 14 993   |
| 2003 | 14 903   |
| 2004 | 14 708   |
| 2005 | 14 607   |
| 2006 | 14 478   |
| 2007 | 14 292   |

| Anno | Abitanti |
| ---- | -------- |
| 2008 | 14 090   |
| 2009 | 14 033   |
| 2010 | 13 830   |
| 2011 | 13 511   |
| 2012 | 13 471   |
| 2013 | 13 345   |
| 2014 | 13 325   |
| 2015 | 13 409   |
| 2016 | 13 463   |
| 2017 | 13 456   |

| Anno | Abitanti |
| ---- | -------- |
| 2018 | 13 437   |
| 2019 | 13 387   |
| 2020 | 13 307   |

Fonti dei dati sono nel dettaglio nelle Wikimedia Commons..

## Geografia antropica

### Suddivisioni amministrative
Zehdenick si divide in 14 zone, corrispondenti all'area urbana e a 13 frazioni (Ortsteil):
- Zehdenick (area urbana)
- Badingen
- Bergsdorf
- Burgwall
- Kappe
- Klein-Mutz
- Krewelin
- Kurtschlag
- Marienthal
- Mildenberg
- Ribbeck
- Vogelsang
- Wesendorf
- Zabelsdorf

## Amministrazione

### Gemellaggi
- Castrop-Rauxel
- Siemiatycze